# Amtsgericht Salder

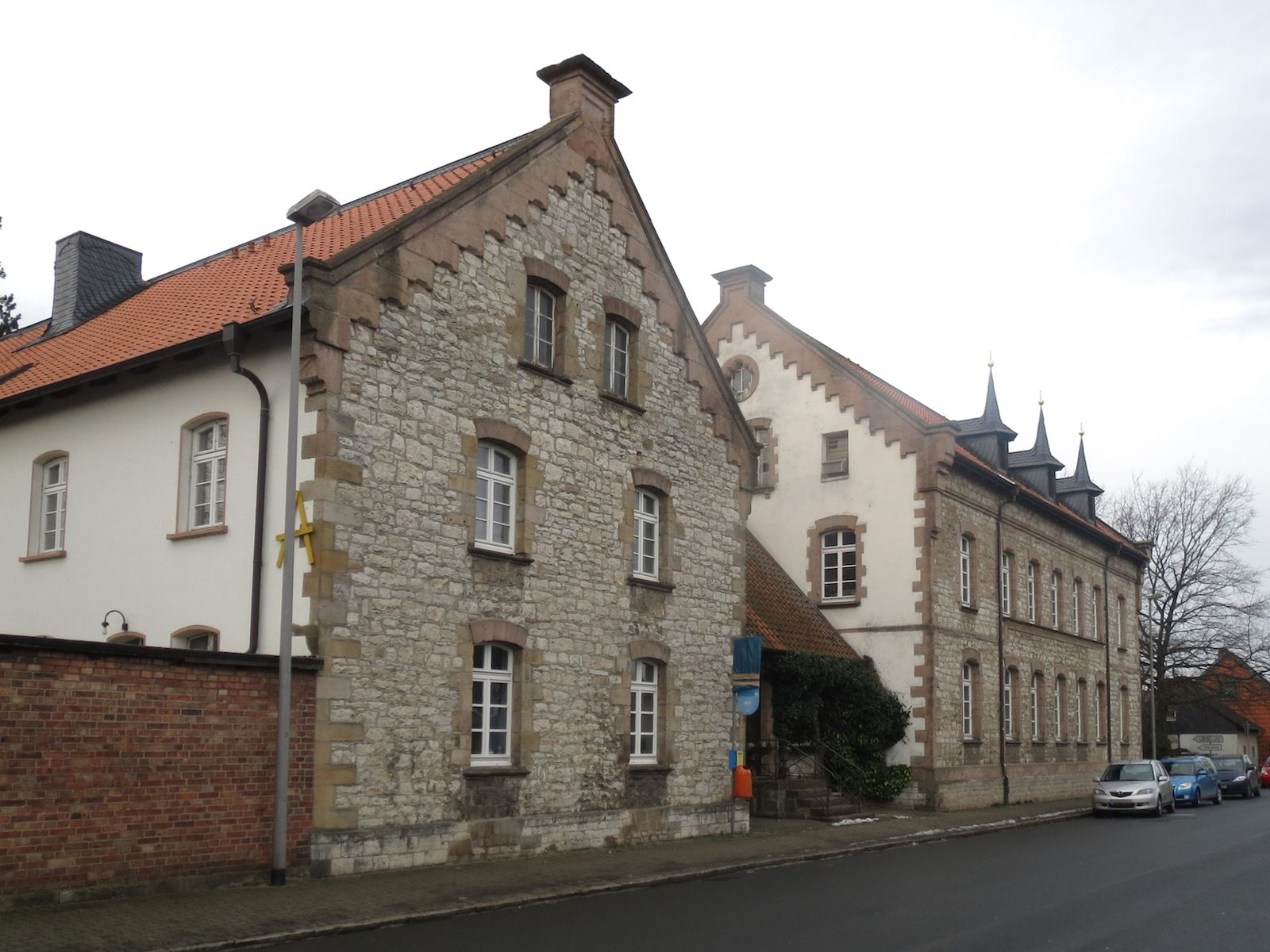
Amtsgerichtsgebäude

Das Amtsgericht Salder (ab 1942: Amtsgericht Watenstedt-Salzgitter-Salder, ab 1951: Amtsgericht Salzgitter-Salder) war ein deutsches Amtsgericht mit Sitz in Salder.

## Geschichte

### Von der Märzrevolution bis zu den Reichsjustizgesetzen
Im Herzogtum Braunschweig waren die Ämter gleichzeitig Verwaltungsbehörde als auch Eingangsgericht. In Salder bestand das Amt Salder. Im Rahmen der Märzrevolution wurde 1848 auch die Trennung der Rechtsprechung von der Verwaltung gefordert. Diese wurde mit dem Gesetz, die Gerichtsverfassung betreffend vom 21. August 1849 umgesetzt. Die Kreise waren nun reine Verwaltungsorgane, die Gerichtsfunktion wurde zum 1. Juli 1850 speziellen Gerichten übertragen. An der Spitze stand das Obergericht Braunschweig, darunter bestand ein Kreisgericht in jedem Kreis und die Eingangsgerichte wurden als Stadt- bzw. Amtsgericht bezeichnet. Für den Landkreis Wolfenbüttel entstand so das Kreisgericht Wolfenbüttel und darunter das Amtsgericht Salder als eines von 22 Amtsgerichten des Herzogtums. Der Sprengel des Amtsgerichts umfasste 1863 31 Dörfer mit 14.413 Einwohnern.

### Ab 1879
Im Rahmen der Reichsjustizgesetze wurden reichsweit einheitlich Oberlandes-, Land- und Amtsgerichte gebildet. Im Herzogtum Braunschweig entstand so das Oberlandesgericht Braunschweig und die Landgerichte Braunschweig und Holzminden. Das Amtsgericht Salder blieb bestehen und war nun eines der 16 Amtsgerichte, die dem Landgericht Braunschweig zugeordnet waren. Am Gericht bestanden 1880 zwei Richterstellen. Das Amtsgericht war damit ein mittelgroßes Amtsgericht im Landgerichtsbezirk. Es wurden 14.625 Gerichteingesessene gezählt.
Mit der Eingemeindung von Salder änderten sich 1942 und 1951 die Gerichtsbezeichnungen entsprechend dem Ortsnamen. Im Jahre 1973 wurde das Amtsgericht Salzgitter-Salder aufgehoben und sein Sprengel dem Amtsgericht Salzgitter zugeteilt.

## Amtsgerichtsgebäude
Das Amtsgerichtsgebäude ist unter Salder#Amtsgericht Salder beschrieben.